# Hilda Ellis Davidson
Dr. Hilda Roderick Ellis Davidson (født Hilda Roderick Ellis 1. oktober 1914 – 6. januar 2006) var en britisk religionsforsker. Hendes hovedområde var germansk og keltisk religion. Som metode brugte Davidson litterært, historisk og arkæologisk kildemateriale som udgangspunkt for analyser af traditionelle nordeuropæiske forestillinger og skikke. Hendes bog "Gods and Myths of Northern Europe" fra 1964 blev i 1967 oversat til dansk af Gunnar Nissen og redigeret af Thorkild Ramskou som: Nordens guder og myter, og regnes som en af vigtigste beskrivelser af germansk mytologi og en meget betydelig bidragyder til studiet af nordisk religion og mytologi. Ligesom mange af hendes øvrige publikationer blev dette værk udgivet under navnet H. R. Ellis Davidson. Davidson var medlem af Society of Antiquaries, og var formand for Folklore Society fra 1974 til 1976, som hun var medlem af fra 1949 til 1986.

## Biografi
Hilda Roderick Ellis blev født i Bebington, Wirral, Cheshire, i 1914. Hun opnåede eksamen med højeste udmærkelse fra Newnham College, Cambridge i engelsk, arkæologi og antropologi. Herefter påbegyndte hun studier af den før-kristne nordiske religion. I 1943 udgav hun under sit pigenavn, Hilda Ellis, sin første bog med titlen; The Road to Hel: A Study of the Conception of the Dead in Old Norse Literature. Davidson var underviser på Royal Holloway College fra 1939 til 1944, derefter på Birbeck College. I 1949 blev hun medlem af Folklore Society.
Davidson blev i 1969 ansat som forsker på Lucy Cavendish College på Cambridge. I 1971 blev hun lektor, og i 1974 blev hun udnævnt til Fellow. I 1980 begyndte Davidson at arbejde på en biografi om Katharine Mary Briggs, der blev udgivet 1986. I 1985 modtog Davidson Folklore Society's Coote Lake medalje, og hendes værk fra 1988, Myths and Symbols of Pagan Europe blev tildelt Katharine Briggs prisen. Davidson var æresmedlem af Folklore Society fra 1985, og hun grundlagde Katharine Briggs Club i januar 1987. de tre første publikationer blev redigeret af Davidson, og den tredje blev tilmed dedikeret hende.
En anden af Davidsons store interesser var det forskningshistoriske studie af folkloristikken, som bl.a. i samarbejde med Carmen Blacker førte til udgivelsen af en essaysamling: Women and Tradition: A Neglected Group of Folklorists (2000). I Davidsons sene værker fokuserede hun især på de kulturelle og religiøse forbindelser mellem de germanske og keltiske kulturer. Dette arbejde blev præsenteret på en række symposier kaldet Nordic-Celtic-Baltic Legend i Irland og København i løbet af 1990’erne. I 2005 blev hendes helbred for dårligt til at hun kunne rejse.
I sine sidste år var hun ansvarlig for Cambridge Folklore Group. desuden var hun klokker og kirkeværge ved sin kirke. Davidson døde i Kent i januar 2006, 91 år gammel. Hun efterlod sig to børn og 10 børnebørn.

## Publikationer
- (1941) "Fostering by Giants in Old Norse Sagas", Med. Aev. 10: 70-85.
- (1942) "Sigurd in the Art of the Viking Age", Antiquity 16: 216-36.
- (1943) The Road to Hel, Cambridge University Press, "oprindeligt del af Ph.D. afhandling, der blev antaget i 1940 på Universitet i Cambridge."
- (1950) "The Hill of the Dragon" (Anglo-Saxon Burial Mounds), Folklore 61.
- (1950) "Gods and Heroes in Stone" In C. Fox & B. Dickens (red.), The Early Cultures of North-West Europe (H.M. Chadwick Memorial Studies), 123-9, London.
- (1958) The Golden Age of Northumbria, Longmans, [et bind i serien "Then and There Series"].
- (1958) "Weland the Smith," Folklore 69: 145-59.
- (1960) "The Sword at the Wedding" Folklore 71, 1-18.
- (1962) The Sword in Anglo-Saxon England, Boydell Press, Woodbridge.
- (1963) "Folklore and Man's Past", Folklore, 74: 527-44, London.
- (1964) Book Review: Myth and Religion of the North by E. O. G. Turville-Petre. London: Weidenfeld & Nicholson (History of Religion), 1964. Antiquity 38: 309-310.
- (1964) Gods and Myths of Northern Europe, Penguin Books Ltd, Harmondsworth. (senere genudgivet som Gods and Myths of the Viking Age, Bell Publishing Company, 1980).
- (1965) "The Finglesham Man", Sonia Chadwick Hawkes, H.R.E Davidson and C. Hawkes, Antiquity, 39: 17-32.
- (1965) "Thor's Hammer", Folklore 76: 1-15.
- (1965) "The Significance of the Man in the Horned Helmet", Antiquity 39: 23-7.
- (1967) Pagan Scandinavia, (Ancient Peoples and Places 58) London.
- (1967) "The Anglo-Saxon Burial at Coombe [Woodnesborough], Kent", Medieval Archeology 11: 1-41 (af H.E. Davidson & L. Webster).
- (1969) Scandinavian Mythology, Paul Hamlyn, London.
- (1969) The Chariot of the Sun and Other Rites and Symbols of the Northern Bronze Age, af Peter Gelling and H.E. Davidson, Frederick A. Praeger Publishers, New York.
- (1969) "The Smith and the Goddess", Frühmittelalterliche Studiern (University of Münster) 3: 216-26.
- (1971) Beowulf and its Analogues, by George Norman Garmonsway, Hilda Roderick Ellis Davidson & Jacqueline Simpson; E. P. Dutton.
- (1972) "The Battle God of the Vikings", (G.N. Garmonsway Memorial Lecture, University of York, Medieval Monographs I, York.
- (1973) "Hostile Magic in the Icelandic Sagas", The Witch Figure, ed. V. Newall (london) 20-41.
- (1974) "Folklore and History", Folklore 85.
- (1975) "Scandinavian Cosmology" i C. Blacker and M. Loewe's Ancient Cosmologies, 172-97, London.
- (1975) "Folklore and Literature", Folklore 86.
- (1976) The Viking Road to Byzantium, Allen and Unwin, London.
- (1978) Patterns of Folklore, D.S. Brewer Ltd, Ipswich. [Genoptryk af tidligere artikler: bl.a. "Thor's Hammer" og "The Sword at the Wedding].
- (1978) "Shape-changing in the Old Norse Sagas" i J.R. Porter's and W.H.S. Russell's Animals in Folklore, 126-42 Folklore Society, Ipswich.
- (1978) "Mithras and Wodan", Études Mithraïques 4: 99-110, Acta Iranica, Leiden.
- (1979) "Loki and Saxo's Hamlet", The Fool and the Trickster; Studies in Honor of Enid Welsford, red. P.V.A. Williams (Cambridge) 3-17.
- (1979-80) Saxo Grammaticus, The History of the Danes, Books I-IX [Peter Fisher Translation]: redigeret og kommenteret af H.E. Davidson, Woodbridge: Boydell.
- (før1980) Forfatter til artiklen "Hero" i Encyclopedia Britannica.
- (1980) "Wit and Eloquence in the Courts of Saxo's Early Kings", "To be published as part of the Saxo Symposium, University of Copenhagen 1979."
- (1980) "Insults and Riddles in the Edda Poems", Udgivet i Edda, A Collection of Essays, 25-46, University of Manitoba Icelandic Series 4, 1983.
- (1981) "The Restless Dead: An Icelandic Story", i H.E. Davidson & W.M.S. Russell's (eds.) The Folklore of Ghosts, Mistletoe Series 15, London Folklore Society.
- (1981) "The Germanic World" in M. Loewe & C. Blacker's Divination and Oracles,115-41, London.
- (1984) "The Hero in Tradition and Folklore: Papers Read at a Conference of the Folklore Society Held at Dyffryn House, Cardiff, July 1982" (World Bibliographical Series), Folklore Society Library.
- (1984) "The Hero as a Fool: The Northern Hamlet", The Hero in Tradition and Folklore, (red. H.R.E. Davidson) 30-4, (Mistletoe Books, 19, Folklore Soc.) London,
- (1988) Myths and Symbols i Pagan Europe: early Scandinavian and Celtic religions, Manchester University Press, Manchester.
- (1989) The Seer in Celtic and Other Traditions, red. af Hilda Ellis Davidson, John Donald Publishers, Ltd., Edinburgh, 1989.
- (1989) "Hooded men in Celtic and Germanic Tradition" i G. Davies, Polytheistic Systems, Cosmos 5, 105-124.
- (1989) "The Training of Warriors" i S. C. Hawkes, Weapons and Warfare in Anglo-Saxon England.
- (1990) "Religious Practices of the Northern Peoples in Scandinavian Tradition", Temonos 26:23-24
- (1992) "Human Sacrifice in the Late Pagan Period of North-Western Europe" i M.O.H. Carver's The Age of Sutton Hoo: The Seventh Century in North-Western Europe, 331-40, Woodbridge.
- (1992) "Royal Graves as Religious Symbols" i W. Filmer-Sankey's Anglo-Saxon Studies in Archeology and History 5, 23-31, Oxford.
- (1993) Boundaries and Thresholds: papers from a colloquium of the Katherine Briggs Club (redaktør).
- (1993) The Lost Beliefs of Northern Europe, Routledge, London.
- (1993) "The Hair and the Dog", Folklore 104: 151-63 af H. E. Davidson & A. Chaudhri.
- (1993)The Seer in Celtic and other traditions'
- (1996) Katharine Briggs: Story-teller, Lutterworth Press.
- (1996) "Milk and the Northern Goddess" i S. Billington's and M. Green's The Concept of the Goddess, Routledge, New York. [Denne bog er en dedikation til Davidson].
- (1998) Roles of the Northern Goddess, Routledge, London.
- (2001) "The Wild Hunt" i Supernatural Enemies, Edited by H.E. Davidson and Anna Chaudhri. Carolina Academic Press, Durham, N. C.
- (2001) Women and Tradition, Hilda Ellis Davidson & Carmen Blacker, Carolina Academic Press, Durham, N.C.
- (2003) A Companion to the Fairy Tale, Hilda Ellis Davidson & Anna Chaudhri, Boydell & Brewer Ltd.

## Eksterne link
- Tribute page Arkiveret 4. november 2007 hos  Wayback Machine